# Pyrausta centralis
Pyrausta centralis là một loài bướm đêm trong họ Crambidae.